# 비만 방글라데시 항공의 운항 노선
아래는 비만 방글라데시 항공의 취항지 목록이다. (2025년 6월 현재)

## 운항 노선

### 아시아

#### 동아시아
- 중화인민공화국
  - 광저우 - 광저우 바이윈 국제공항
- 홍콩
  - 홍콩 - 홍콩 첵랍콕 국제공항
- 일본
  - 도쿄 - 나리타 국제공항 - (2025년 7월 1일 단항)[2]

#### 동남아시아
- 말레이시아
  - 쿠알라룸푸르 - 쿠알라룸푸르 국제공항
- 싱가포르
  - 싱가포르 - 싱가포르 창이 국제공항
- 태국
  - 방콕 - 수완나품 국제공항

#### 남아시아
- 네팔
  - 카트만두 - 트리부반 국제공항
- 방글라데시
  - 다카 - 샤잘랄 국제공항 허브
  - 라지샤리 - 라지샤리 공항
  - 사이드푸르 - 사이드푸르 공항
  - 실렛 - 오스마니 국제공항
  - 바리살 - 바리살 공항
  - 조쇼르 - 조쇼르 공항
  - 치타공 - 샤아마나트 국제공항
  - 콕스바자르 - 콕스바자르 공항
- 인도
  - 델리 - 인디라 간디 국제공항
  - 첸나이 - 첸나이 국제공항
  - 콜카타 - 네타지 수바스 찬드라 보스 국제공항

#### 서남아시아
- 사우디아라비아
  - 리야드 - 킹 칼리드 국제공항
  - 담맘 - 킹 파드 국제공항
  - 메디나 - 프린스 모하메드 빈 압둘아지즈 국제공항
  - 제다 - 킹 압둘아지즈 국제공항
- 아랍에미리트
  - 아부다비 - 아부다비 국제공항
  - 두바이 - 두바이 국제공항
  - 샤르자 - 샤르자 국제공항
- 오만
  - 무스카트 - 무스카트 국제공항
- 카타르
  - 도하 - 하마드 국제공항
- 쿠웨이트
  - 쿠웨이트 시티 - 쿠웨이트 국제공항

### 유럽

#### 서유럽
- 영국
  - 런던 – 런던 히드로 국제공항
  - 맨체스터 - 맨체스터 공항

#### 남유럽
- 이탈리아
  - 로마 – 레오나르도 다 빈치 국제공항

### 아메리카

#### 북아메리카
- 캐나다
  - 토론토 - 토론토 피어슨 국제공항

## 과거 취항지

### 아시아

#### 동아시아
- 대한민국
  - 서울 - 인천국제공항[3]
- 일본
  - 나고야 - 주부 센토레아 국제공항

#### 동남아시아
- 미얀마
  - 양곤 - 양곤 국제공항
- 태국
  - 방콕 - 돈므앙 국제공항

#### 남아시아
- 방글라데시
  - 이슈라디 - 이슈라디 공항
  - 코밀라 - 코밀라 공항
  - 타쿠라군 - 타쿠라군 공항
- 인도
  - 뭄바이 - 차트라파티 시바지 국제공항

#### 서남아시아
- 바레인
  - 마나마 - 바레인 국제공항[3]
- 사우디아라비아
  - 다란 - 다란 국제공항
- 이라크
  - 바그다드 - 바그다드 국제공항[3]
- 카타르
  - 도하 - 도하 국제공항
- 파키스탄
  - 카라치 - 진나 국제공항

### 아프리카
- 리비아
  - 트리폴리 - 트리폴리 국제공항[4]

### 유럽

#### 서유럽
- 프랑스
  - 파리 - 파리 오를리 공항
- 독일
  - 프랑크푸르트 - 프랑크푸르트 국제공항
- 네덜란드
  - 암스테르담 - 암스테르담 스키폴 국제공항
- 벨기에
  - 브뤼셀 - 브뤼셀 국제공항

#### 남유럽
- 그리스
  - 아테네 - 엘리니콘 국제공항[3]
- 이탈리아
  - 밀라노 - 밀라노 말펜사 국제공항

### 아메리카

#### 북아메리카
- 미국
  - 뉴욕 - 존 F. 케네디 국제공항